# Пауло Уанчоп
Пауло Сесар Уанчоп Уотсън (първите две имена на испански, третото и четвъртото на английски: Paulo Cesar Wanchope Watson) е костарикански футболист-национал, нападател.

## Биография
Роден е на 31 юли 1976 г. в Ередия. Играч на Ередиано (Коста Рика). Има 45 гола в 71 мача за националния отбор на Коста Рика и е на първо място по отбелязани голове за своята страна. Уаншоп прекратява своята футболна кариера на 16 ноември 2007 г.
Уанчоп започва кариерата си в Клуб Спорт Ередиано, но през 1997 г. преминава в английския Дарби Каунти. В дебютния си мач за англичаните отбелязва запомнящ се гол срещу гранда Манчестър Юнайтед. След като записва 28 гола в 79 мача за Дарби Каунти, Уанчоп е продаден на Уест Хем Юнайтед. Не успява да се приспособи напъло към Уест Хем, въпреки че отбелязва 15 гола в 46 срещи. Продаден е на Манчестър Сити и помага на отбора от Манчестър да спечели място във Висшата лига на Англия. В края на сезон 2003/04 е продаден на испанския Малага за 500 000 евро.
Уанчоп е важна фигура в националния отбор на Коста Рика, като играе на световното през 2002 и на няколко турнира за Златната купа. През 2005 г. получава наградата на ESPN за най-добър гол за сезон 2004/05 в испанската Примера дивисион, срещу Нумансия.